# Christina Doctare
Christina Elisabet Doctare, född Lindström, född 12 augusti 1943, är en svensk läkare, författare och samhällsdebattör. 

## Biografi
Doctare hade under 1980-talet flera administrativa chefsuppdrag inom Stockholms läns landsting. En period var hon medicinalråd vid Socialstyrelsen. Hon var Sveriges första kvinnliga bataljonsläkare i FN-tjänst och placerades på Balkan, där hon som en av de första rapporterade om de systematiska våldtäkterna i Bosnien. Vidare har hon arbetat i Internationella krigsförbrytartribunalen för det forna Jugoslavien och blev 1995 Sveriges representant i Europarådets kommitté mot tortyr.
Doctare är allmänläkare men samarbetar med forskare kring hjärnstress. I övrigt vill hon minska klyftorna mellan skolmedicinen och alternativmedicin. Bland annat utifrån egna erfarenheter har hon dragit slutsatsen att alla barn har rätt att få veta sina föräldrars identitet. I valet 2006 kandiderade hon till riksdagen och Europaparlamentsvalet 2009 för Kristdemokraterna. Doctare är också en av stiftarna till Claphaminstitutet.

### Dödshjälpsdebatt 2009
I mars 2009 anhölls en barnanestesiolog misstänkt för dråp av ett dödligt sjukt spädbarn. Vissa debattörer menade att läkaren följt sedvanliga rutiner  och att denna behandling är något som praktiseras på samtliga sjukhus i hela västvärlden, vilket bekräftades av chefsläkare på det aktuella sjukhuset. Doctare gick då ut i debatten och varnade för att detta är "ett sluttande plan, en klar glidning i läkarnas attityd till dödshjälp" . Yttrandet väckte stark kritik då det vetenskapliga underlaget för det senare åtalet ansågs ytterst kontroversiellt. Doctare klandrades för att försöka använda saken för att främja sin kandidatur till EU-parlamentet. Den misstänkta barnanestesiologen friades sedermera från alla misstankar om brott med anledning av spädbarnets död.

### Nobelprisprotest 2019
Den 10 december 2019 deltog hon i en demonstration vid Norrmalmstorg i Stockholm, sedan Peter Handke i oktober samma år tilldelas Nobelpriset i litteratur. I samband med demonstrationen lämnade hon tillbaka sitt Nobels fredspris från 1988, som hon tilldelats gemensamt i egenskap av tjänstgörandet i FN:s fredsbevarande styrkor.

## Priser och utmärkelser
- Årets väckarklocka 1995
- Ledamot/dam av Den Heliga gravens av Jerusalem riddarorden